# ماکسیم کازاکوف
ماکسیم کازاکوف (اوکراینی: Максим Ігорович Казаков؛ زادهٔ ۶ فوریهٔ ۱۹۹۶) بازیکن فوتبال است.
از باشگاه‌هایی که در آن بازی کرده‌است می‌توان به باشگاه فوتبال دینامو کی‌یف اشاره کرد.
وی همچنین در تیم ملی فوتبال Ukraine U19 بازی کرده‌است.